# العلوم والتكنولوجيا في الإمبراطورية العثمانية

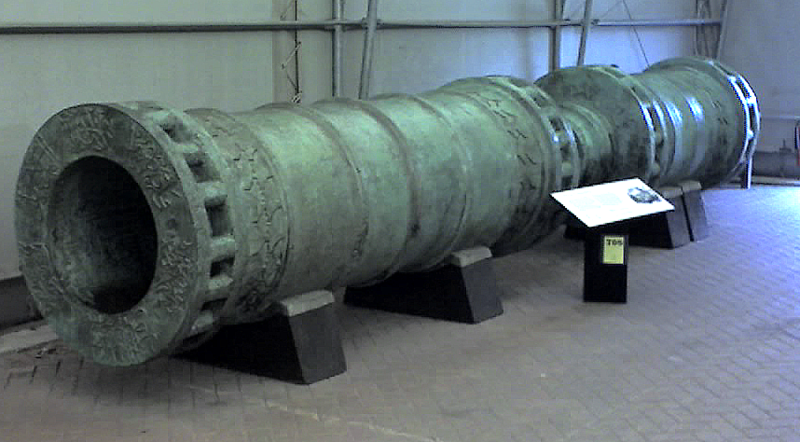

حققت الامبراطورية العثمانية خلال 600 سنة في فترة حكمها تقدما كبيرا في العلوم والتكنولوجيا على نطاق واسع في العديد من المجالات منها الرياضيات وعلم الفلك والطب. كان العصر الذهبي الإسلامي يعتقد أنه قد انتهى في القرن الرابع عشر، ولكنه استمر إلى القرن الخامس والسادس عشر بواسطة توسع العلم والثقافة مؤخرا، والذي أثبت هذا استمرار النشاط العلمي في الإمبراطورية العثمانية في الغرب وبلاد فارس (إيران) والمنغول والهند في الشرق.

## التعليم

### التقدم في المدرسة
وصلت مؤسسة التعليم التابعة للمدرسة، التي نشأت بداية خلال الفترة السلجوقية، إلى أعلى نقطة لها خلال العهد العثماني.

### التعليم التقني
جامعة إسطنبول التقنية لها تاريخ بدأ في عام 1773، تأسست من قبل السلطان مصطفى الثالث كمدرسة مهندسي البحرية الإمبراطورية (الاسم الأصلي: مهنديشان، بحري، همايون) وكانت أساسا مكرسة لتدريب بناة السفن ورسامي الخرائط في 1795، ومن ثم، تم توسيع نطاق الجامعة لتدريب الموظفين العسكريين التقنيين لتطوير الجيش العثماني ليتناسب مع المعايير الأوروبية، وفي 1854، تم تطوير قسم الهندسة في المدرسة مع إضافة برنامج مكرس لتدريب المهندسين المعماريين. تم توسيع نطاق واسم الجامعة وتغييرها مرة أخرى في عام 1883 وفي عام 1909، وأصبحت من أشهر جامعات الهندسة التي تهدف إلى تدريب المهندسين المدنيين الذين يمكن أن يبتكروا بنية تحتية جديدة لتطوير الإمبراطورية.

## العلوم

### علم الفلك

#### الرصد العثماني
في ما يتعلق بالاعتماد المفترض لعلم الفلك على الفلسفة، رفض علي قوشتشو Ali Koşçu (1403-1474) فيزياء أرسطو وفلسفة طبيعية منفصلة تماما عن علم الفلك الإسلامي، مما يسمح لعلم الفلك أن يصبح تجريبي وعلم رياضي، وقد أتاح له ذلك باستكشاف بدائل لمفهوم أرسطو للأرض الثابتة، كما استكشف فكرة الأرض المتحركة بدلا من ذلك. وجد علي قوشتشو أدلة تجريبية لدوران الأرض من خلال ملاحظته على المذنبات والخلاصة على أساس التجريبية بدلا من الفلسفة المضاربة، أن نظرية تحرك الأرض من تلقاء نفسها من المرجح أن تكون صحيحة كما نظرية الأرض الثابتة، كما حسن قوشتشو على نموذج كوكب نصير الدين الطوسي وقدم نموذج كوكبي بديل لعطارد.
وبعد ذلك قام تقي الدين الشامي ببناء مرصد اسطنبول "تقي الدين" عام 1577، حيث أجرى ملاحظات فلكية حتى عام 1580. وأنتج زيج (اسمه لؤلؤة أونبورد) والكتالوجات الفلكية التي كانت أكثر دقة من تلك المعاصرة له، وتايكو براهي، ونيكولاوس كوبرنيكوس. وكان تقي الدين أيضا أول عالم فلك يستخدم تدوينا عشريا في ملاحظاته بدلا من الكسور الستية التي يستخدمها معاصروه وأسلافه. واستخدم أيضا طريقة «أبو ظبي ريحان البيروني» في «ملاحظة ثلاث نقاط». كما وصف تقي الدين في شجرة النبك، النقاط الثلاث بأنها «اثنان منهم في المعارضة في الكسوف والثالث في أي مكان مرغوب فيه». استخدم هذا الأسلوب لحساب الانحراف في مدار الشمس والحركة السنوية للأوج، وكذلك فعل تايكو براهي وكوبرنيكوس بعد ذلك بوقت قصير.
على الرغم من أن تقديرات تقي الدين كانت أكثر دقة، نظرا لمراقبه على مدار الساعة وأدوات أخرى أكثر دقة. كما اخترع مجموعة متنوعة من الأدوات الفلكية الأخرى، بما في ذلك الساعات الفلكية الميكانيكية الدقيقة من 1556 إلى 1580.
بعد تدمير مرصد إسطنبول تقي الدين في 1580، ركد النشاط الفلكي في الإمبراطورية العثمانية، حتى إدخال نظرية مركز الشمس الكوبرنيكية في 1660، عندما قام الباحث العثماني إبراهيم أفندي الزيجيتفاري تزكيريسي بترجمة العمل الفلكي الفرنسي نويل دوريت في 1637 إلى العربية.

### علم الجغرافيا
تم اكتشاف خريطة بيري ريس في عام 1929. وتم تحويل قصر توبكابي بإسطنبول إلى متحف، ويتألف من خريطة رسمت على جلد الغزال، وتفصل في المقام الأول الساحل الغربي لإفريقيا والساحل الشرقي لأمريكا الجنوبية، وتعتبر الخريطة رسمة في عام 1513 بواسطة بيري ريس، وهو أميرال مشهور للأسطول التركي كانت خريطة بيري ريس واحدة من أقدم خرائط العالم وتشمل الأمريكتين.

### الطب
كان شراف الدين سابونكوغلو مؤلف سيراهي تواي-هنية (الجراحة الإمبراطورية)، أول أطلس جراحية مصورة، وموسيربنام (على العداء كان سيراهيييتو-هاني (الجراحة الإمبراطورية) أول أطلس جراحي وآخر الموسوعة الطبية الرئيسية من العالم الإسلامي على الرغم من أن عمله كان يستند إلى حد كبير على الطاسريف أبو القاسم الزهراوي، وقدم سابونكوغلو العديد من الابتكارات من تلقاء نفسه. كما تم تصوير الجراحين لأول مرة في سيرهيييتو-هاني.).

### الفيزياء
في عام 1574، كتب تقي الدين (1526-1585) آخر عمل عربي كبير في مجال البصريات، بعنوان كتاب نور هبة إبسار ونور هقيقات الأنصار (كتاب النور من تلميذ الرؤية وضوء الحقيقة للمشاهد)، الذي يحتوي على التحقيقات التجريبية في ثلاث مجلدات في الرؤية، وهي انعكاس الضوء وانكسار الضوء. يتناول الكتاب بنية الضوء وانتشاره والانكسار العالمي، والعلاقة بين الضوء واللون. المجلد الثاني وفر دليل تجريبي على انعكاس البراق غير المقصود وكذالك الضوء الأساسي وصياغة كاملة لقوانين الانعكاس، ووصف لبناء واستخدام أداة النحاس لقياس انعكاسات من السطح الكروي والاسطواني والمرايا المخروطية، سواء كانت محدبة أو مقعرة ". أما المجلد الثالث، فيحلل المسألة المهمة لاختلاف تحمل الضوء أثناء السفر في وسائط ذات كثافة مختلفة، أي طبيعة انكسار الضوء وتشكيل الانكسار وطبيعة الصور التي شكلها انكسار الضوء والتي على شكل انكسار ضوء.

### التكنولوجيا الميكانيكية
في عام 1551، اخترع تقي الدين أول محرك دافع للبخار، ووصف أول التطبيقات العملية لتوربينات البخار كمحرك رئيسي لتدوير الرذاذ قبل جوفينا برانكا محرك دافع للبخار من 1629. وصف تقي الدين اختراعه في كتابه الطرق الصناعية في الآلات الروحية، الذي اكتمل في عام 1551م (959 هـ). في عام 1559، اخترع تقي الدين ستة اسطوانات مضخة مونوبلوكانت (آلة لضخ المياه تعمل بالهيدروجين تضم صمامات، وأنابيب شفط وتوصيل، وقضبان مكبس مع أوزان الرصاص، ورافعات تروس ذات مفاصل دبوس، وكاميرات على محور عجلة سكوب مدفوعة بالماء. كما يمكن لمضخة "مونوبلوك" أن تخلق فراغا جزئيا، تم تشكيله "حيث يتحرك وزن الرصاص صعودا، فإنه يسحب المكبس معه، ويخلق فراغا يمتص الماء من خلال صمام كلاك غير عودة إلى أسطوانة المكبس).

### الساعة الميكانيكية
اخترع المهندس العثماني تقي الدين ساعة فلكية ميكانيكية قادرة على توجيه إنذار في أي وقت يحدده المستخدم. ووصف على مدار الساعة في كتابه «النجوم المضيئة لبناء الساعات الميكانيكية» الذي نشر في عام 1559. وعلى غرار ساعات المنبه الأوروبية في القرن الخامس عشر، ساعته قادرة على السبر في وقت محدد، يتحقق عن طريق وضع ربط على عجلة الطلب. وفي الوقت المطلوب، قام الوتد بتنشيط جهاز رنين. كان لهذه الساعة ثلاثة أقراص أظهرت الساعات والدرجات والدقائق.
ثم صمم تقي الدين في وقت لاحق ساعة مراقبة للمساعدة في الرصد في مرصد إسطنبول (1577-1580). في مقالته في شجرة نبك من أقصى درجة من الأفكار، كتب: «لقد شيدنا ساعة ميكانيكية مع ثلاثة من الاشياء التي تظهر الساعات والدقائق والثواني، وقسمنا كل دقيقة إلى خمس ثوان». كان هذا مهما والابتكار في علم الفلك العملي في القرن السادس عشر، كما في بداية ساعات القرن لم تكن دقيقة بما فيه الكفاية لاستخدامها لأغراض فلكية.

### المجال العسكري
استخدم الفيلق جانيساري الشهير للجيش العثماني موسكيتس ماتشلوك في وقت مبكر من 1440. كان المهندس المعماري الرئيسي لحديقة المدفعية العثمانية في حصار القسطنطينية المهندس الهنغاري أوربان والذي عرض في وقت سابق خدماته للإمبراطورية البيزنطية الإمبراطور قسطنطين الحادي عشر.
الفرقة الموسيقية والفرقة العسكرية لها أصولها في الفرقة العسكرية العثمانية، التي يؤديها الجنيساري منذ القرن السادس عشر.

## مزيد من القراءة
العلم بين العثمانيين: الإبداع الثقافي وتبادل المعرفة من قبل ميري شيفير - موسنسون، 2015، مطبعة جامعة تكساس